# Basseris
Basseris (em persa: باصری) são um ramo dos povos iranianos que vivem principalmente no sudoeste do Irã. A maioria dos Basseris fala o persa. Os Basseris habitam principalmente as Fars.